# Miss Grand Chile 2022
Miss Grand Chile 2022 fue la 4.ª edición del certamen Miss Grand Chile, que se llevó a cabo el 28 de mayo de 2022 en la Agencia de Modelos Criss Chacana en Iquique. Compitieron diez concursantes, ya sea elegidas por licenciatarios locales o casting nacional en línea.

## Concursantes
10 concursantes de varias zonas del país en competencia por el título de Miss Grand Chile 2022.
| Ciudad/Región   | Nombre de la concursante |
| --------------- | ------------------------ |
| Chillán         | Javi Solange Delgado     |
| Iquique         | Valeria Fernanda         |
| La Serena       | Damary Campusano         |
| Las Condes      | Karina Pérez Gres        |
| Ñuñoa           | Paola Guerra             |
| Punta Arenas    | Tamara Reusch            |
| Rancagua        | Giuliana Avilés          |
| San Pedro       | Javi Plaza Milles        |
| Santiago Centro | Sofía Muñoz Feifel       |
| Viña del Mar    | Krishna Sandoval         |

## Resultados
| Posición              | Concursante/s                                          | Ciudad/Región             |
| --------------------- | ------------------------------------------------------ | ------------------------- |
| Miss Grand Chile 2022 | Karina Pérez Gres                                      | Las Condes                |
| 1.ª finalista         | Krishna Sandoval                                       | Viña del Mar              |
| 2.ª finalista         | Tamara Reusch                                          | Punta Arenas              |
| Top 6                 | Javi Solange Delgado Valeria Fernanda Damary Campusano | Chillán Iquique La Serena |